# 遼寧省語言文字工作委員會
遼寧省语言文字工作委员会，簡稱遼寧省語委，主管遼寧省的語言文字工作。2010年，主任陈超英（兼任省政府副省长），副主任周连科（兼任省委宣传部副部长）、张晨（兼任省人大教科文卫委主任委员）、何庆良（兼任省政府副秘书长）、魏小鹏（兼任省教育厅厅长）、王燕玲(兼任省教育厅副厅长)。